# Traficantes de Sueños
Traficantes de Sueños és una llibreria associativa, distribuïdora crítica i editorial independent, que neix a mitjan dècada del 1990 com a projecte de producció i comunicació política amb la finalitat de servir d'espai de formació, reflexió i reunió per als moviments socials alternatius i antiautoritaris de la ciutat de Madrid. En aquest context, a partir de col·lectius compromesos amb l'ecologia, el feminisme, el moviment okupa, l'antimilitarisme i l'antiglobalització, aparegué la necessitat d'oferir un espai estable, que proporcionés formació, materials didàctics per al debat i un lloc per a l'intercanvi d'idees. Es va gestar en centres socials okupats i n'han format part membres del partit polític Guanyem Madrid.

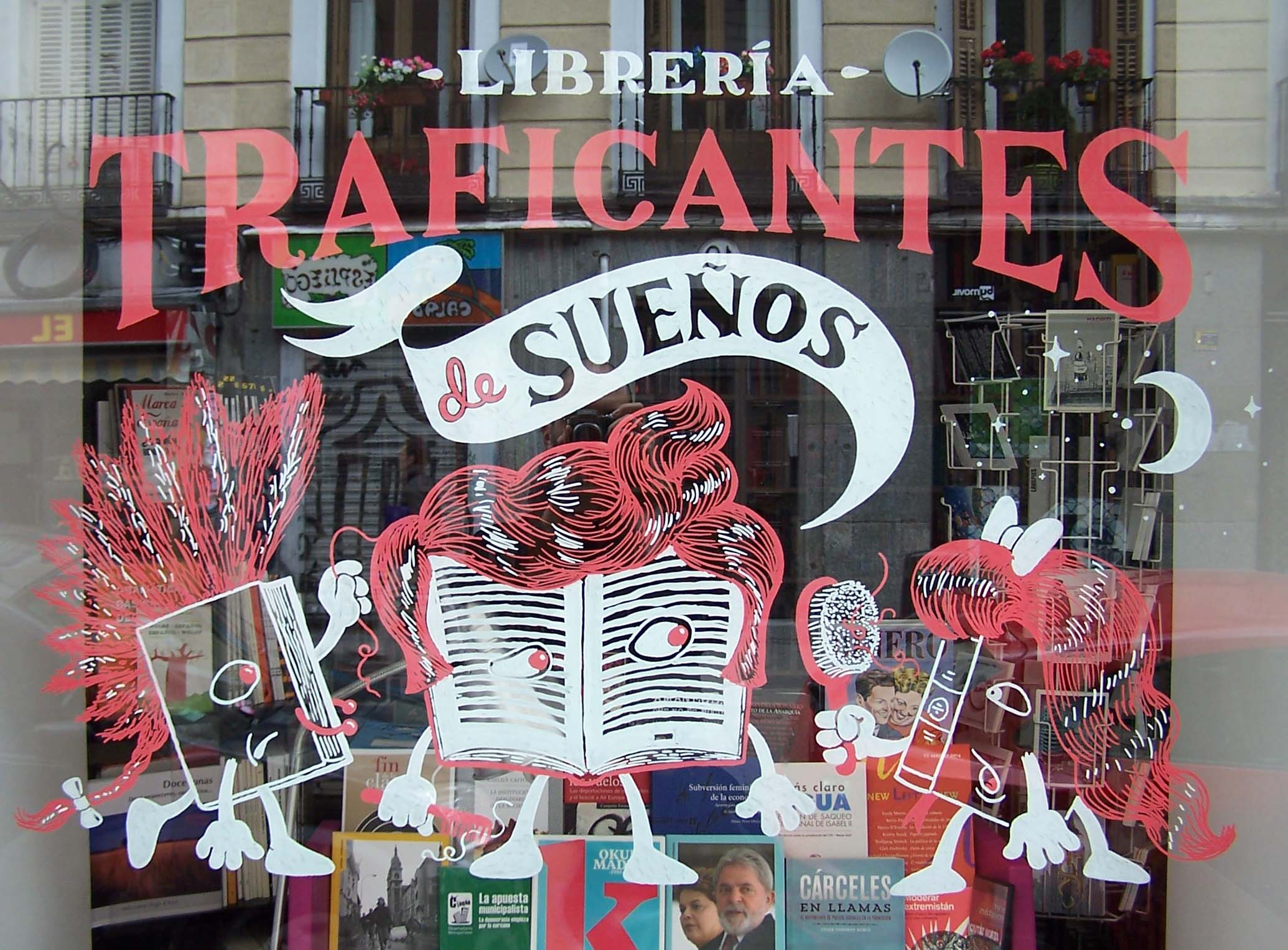
Aparador de la llibreria Traficantes de sueños.

## Editorial
El seu catàleg compta amb dues col·leccions fonamentals: «Mapas», que ofereix anàlisis generals rigorosos, sovint d'autors coneguts, sobre els interessos de l'editorial, i «Lemur» (acrònim de «lectures de màxima urgència»), que en un format petit i a cost reduït, aporta materials de reflexió sobre qüestions d'actualitat. Entre aquestes lectures de màxima urgència estan les elaborades per l'Observatori Metropolità de Madrid. Es tracta d'un col·lectiu de militants pertanyents a diferents disciplines que investiguen, reflexionen i fan propostes sobre qüestions presents.
Traficantes de Sueños empra la llicència Creative Commons amb copyleft en les obres que edita. A canvi, s'incentiva els lectors a contribuir al projecte amb qualsevol tipus de col·laboració. L'editorial també publica traduccions de llibres copyleft, com Programari lliure per a una societat lliure o El código 2.0, i treballs dedicats a la producció de continguts copyleft. L'any 2014 es va responsabilitzar de l'edició en castellà de la revista New Left Review.